# Henri Negresco
Pour l’article homonyme, voir Victor Negrescu.
Henri Alexandre Négresco, de nom de naissance Alexandru Negrescu, né le 14 mars 1870 à Bucarest et mort le 14 mai 1920 à Paris (8e arrondissement), est un directeur de palace et restaurateur d'origine roumaine, fondateur historique en 1912 du célèbre palace hôtel Negresco sur la promenade des Anglais à Nice, sur la route du bord de mer de la Côte d'Azur. 

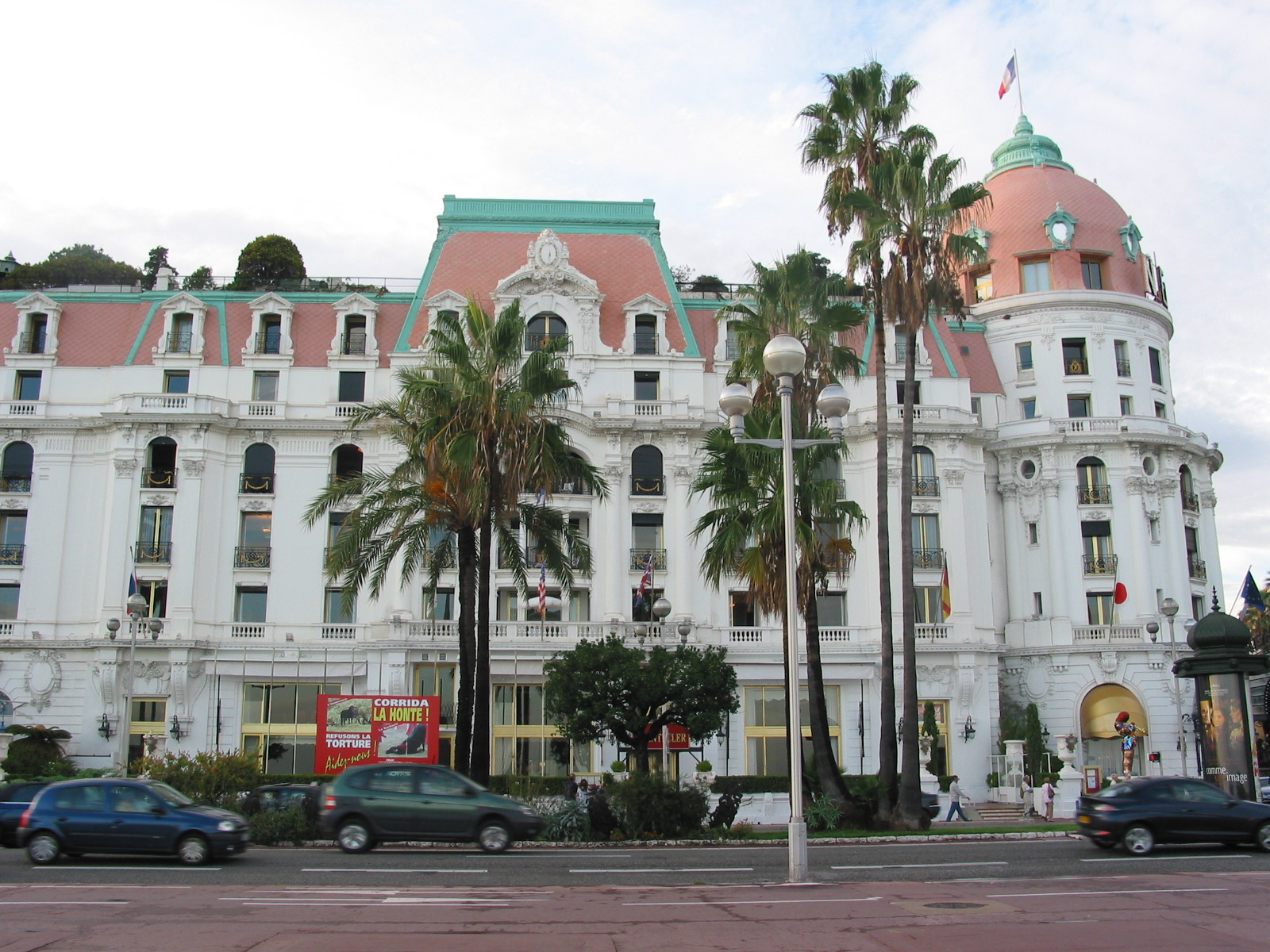
Hôtel Negresco sur la promenade des Anglais à Nice.

## Biographie
En 1870, Henri Negrescu naît à Bucarest en Roumanie, fils de Jean Negrescu, aubergiste dans la campagne environnante de Bucarest, et de Marie Radescu. 
En 1883, âgé de 13 ans, il quitte son pays pour étudier à Paris. En 1893 il s'installe à Monte-Carlo puis devient maître d'hôtel à Londres puis directeur d'établissement.
Au début du XXe siècle, sa décision est prise de s'installer définitivement sur la Côte d'Azur qui draine une clientèle d'élite d'Europe et d'Amérique avant la Première Guerre mondiale. Il s'installe à Monaco où il devient maître d'hôtel du restaurant du Helder ; il y montre tout son talent pour traiter et conserver une clientèle d'élite huppée, composée notamment de milliardaires, rois et princes de la Riviera tels des Vanderbilt, des Rockefeller, Basil Zaharoff, Isaac Merritt Singer, etc. Il devient rapidement directeur de l'établissement. 
Charles Lefranc, commerçant niçois, le met en relation avec Édouard Baudouin, nouveau concessionnaire du Casino municipal de Nice, dont l'architecte Édouard-Jean Niermans – un des meilleurs architectes du moment – est en train de finir le réaménagement. Il prend alors rapidement la direction du restaurant de ce casino. 
En 1912, il fait construire l'Hôtel Negresco sur la promenade des Anglais à Nice, face à la baie des Anges sur la route du bord de mer, pour y accueillir sa fidèle clientèle de grosses fortunes de la planète.
À la même époque, il rachète le restaurant du casino d'Enghien-les-Bains où il se rend tous les étés. 
En 1914, il est mobilisé pour la Première Guerre mondiale et son établissement est réquisitionné et transformé en hôpital. Les grosses fortunes fuient la Côte d'Azur.
Il meurt d'un cancer et ruiné, à Paris, 74 avenue des Champs-Élysées, le 14 mai 1920, à l'âge de 50 ans. Il est enterré au cimetière des Batignolles.